# Asin
Asin  (Lxalwaena; Monster-Girl), Asin je ljudožderka iz mitologije plemena Alsea i Yaquina. Poput drugih monstruoznih čudovišta na sjeverozapadnoj obali, Asin lovi djecu i često je predmet priča o "bauku" koje se pričaju kako bi se djeca zaplašila i natjerala ih da izbjegnu opasno ponašanje. Asin se posebno povezivala s bobicama, tako da ljudi kod Alsea (osobito djeca) nisu dirali niti jeli bobice. Čuti Asinov plač smatralo se predznakom smrti.